# B. J. Cole
Brian John Cole (Enfield Town, 17 giugno 1946) è un chitarrista britannico.

## Biografia
Nasce a Enfield, nel Middlesex; inizia subito a manifestare un forte interesse per la musica, imparando a suonare la chitarra pedal steel e formando il gruppo Cochise insieme ad altri musicisti. La band si ispira al country rock; ma Cole, durante la sua carriera, avrà modo di cimentarsi in molti stili, dal pop al jazz, alla musica sperimentale.
Agli inizi degli anni Settanta suona con Elton John in Madman Across the Water del 1971 (nel brano Tiny Dancer). Nel 1974 Cole collabora con Marc Bolan e i T. Rex, suonando nell'LP Zinc Alloy and the Hidden Riders of Tomorrow.
Nel 1998, Brian si unisce agli R.E.M. per poche esibizioni live, suonando pezzi come Daysleeper, Man on the Moon e The Passenger (cover dell'omonimo pezzo di Iggy Pop). Nell'estate dello stesso anno, inoltre, sostituisce nelle performance dal vivo dei The Verve il chitarrista Nick McCabe. 
Nel 2006 appare infine nel brano Then I Close My Eyes, proveniente dall'album di David Gilmour On an Island. 
Cole ha collaborato anche con Sting, Kevin Ayers, Luke Vibert, Graham Coxon, Roger Waters, Juno Reactor e Björk, oltre che con i The Stranglers, i Chumbawamba, i Depeche Mode e i Pet Shop Boys (nel brano You Only Tell Me You Love Me When You're Drunk) e in Italia con  Max Pezzali nella canzone Honolulu baby. È inoltre apparso nella band del cantautore britannico Hank Wangford, sotto lo pseudonimo di Manley Footwear.

## Discografia

### Con iCochise
- Cochise (1970)
- Swallow Tales (1971)
- So Far (1972)

### Solista
- New Hovering Dog (1972)

### Con Luke Vibert
- Drum 'n' Bass 'n' Steel (1999)
- Stop The Panic (2000)
- Spring Collection (2000)

### Con Pete Molinari
- A Virtual Landslide (2008)